# Desmazierella
Desmazierella är ett släkte av svampar. Desmazierella ingår i familjen Chorioactidaceae, ordningen skålsvampar, klassen Pezizomycetes, divisionen sporsäcksvampar och riket svampar.
|               | Wolfina                                 |
|               |                                         |
|               | Neournula                               |
|               |                                         |
| Desmazierella | \| \| Desmazierella acicola \| \| \| \| |
|               | \| \| Desmazierella acicola \| \| \| \| |
|               | Desmazierella acicola                   |
|               |                                         |

|  | Desmazierella acicola |
|  |                       |